# 대상홀딩스
대상홀딩스 주식회사(영어: Daesang Holdings)는 대한민국의 재벌그룹인 대상의 지주회사이다.

## 역사
2005년 8월 대상에서 인적 분할하여 사업 부문은 기존 회사인 대상에 존속시키고 투자 부문만 분할했다.